# Espinosa de Cerrato
Espinosa de Cerrato ist ein nordspanisches Dorf und eine Gemeinde (municipio) mit 124 Einwohnern (Stand: 2024) in der Provinz Palencia in der Autonomen Gemeinschaft Kastilien-León.

## Lage und Klima
Espinosa de Cerrato liegt in der Region Tierra de Campos auf der kastilischen Hochebene in einer Höhe von ca. 860 m. Die Provinzhauptstadt Palencia befindet sich mit ihrem Stadtzentrum etwa 53 Kilometer (Fahrtstrecke) westnordwestlich.
Das Klima im Winter ist durchaus kalt, im Sommer dagegen warm bis heiß; die eher spärlichen Regenfälle (ca. 543 mm/Jahr) fallen überwiegend im Winterhalbjahr.

## Bevölkerungsentwicklung
| Jahr      | 1970 | 1981 | 1991 | 2001 | 2011 | 2021 |
| Einwohner | 537  | 397  | 314  | 249  | 192  | 134  |

## Sehenswürdigkeiten

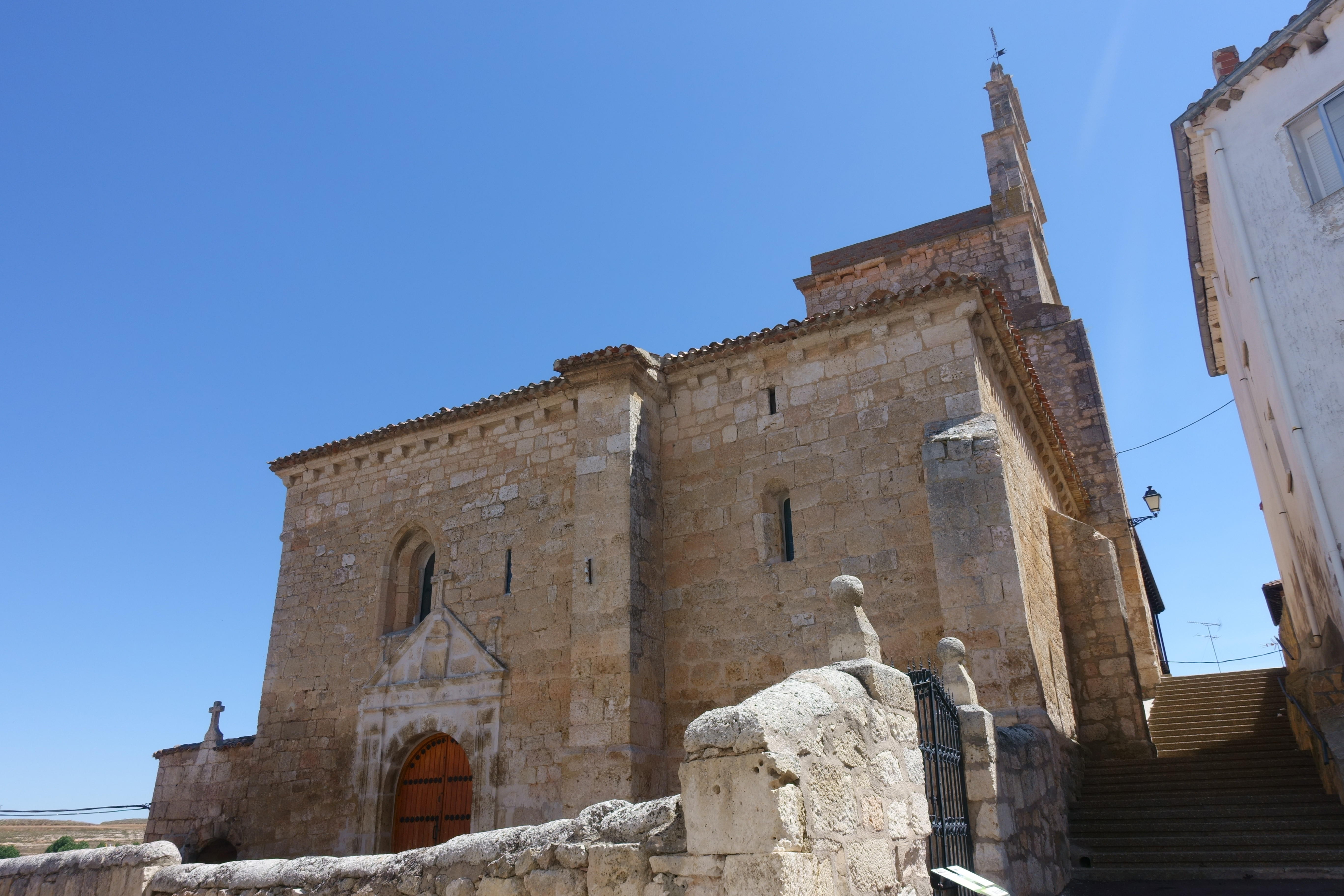
Martinskirche
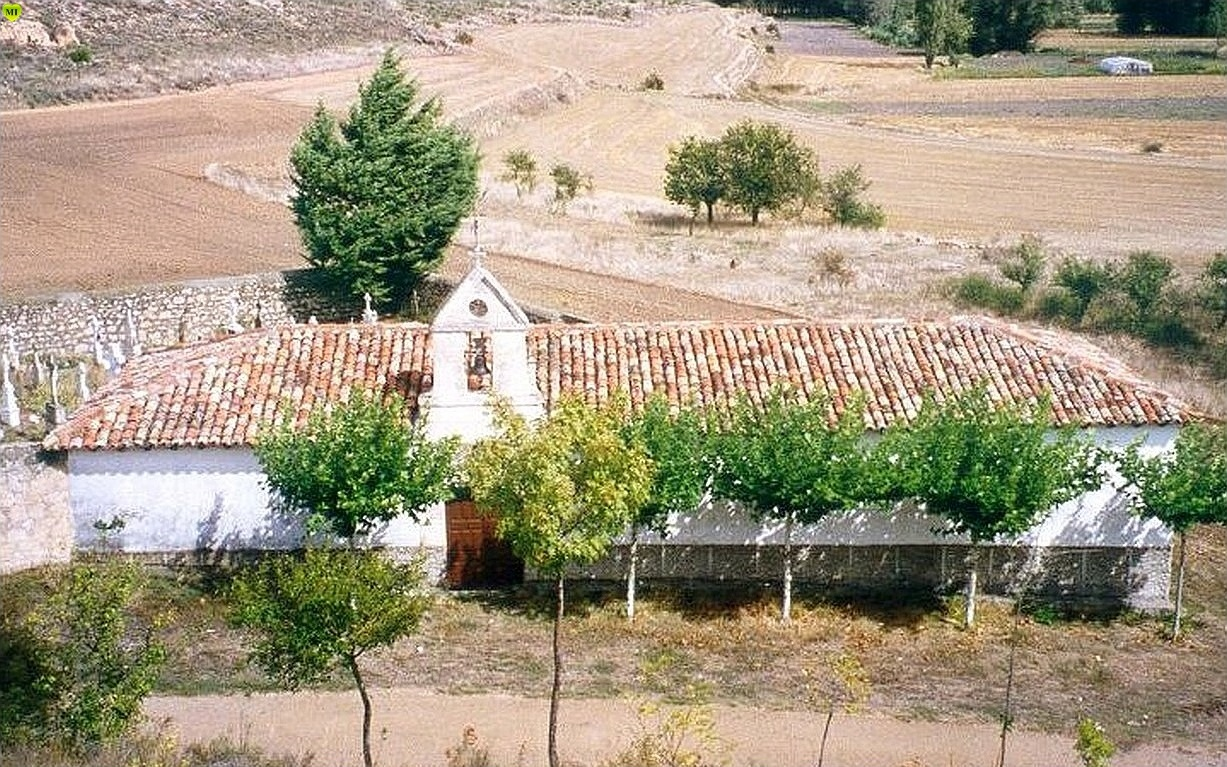
Marienkapelle
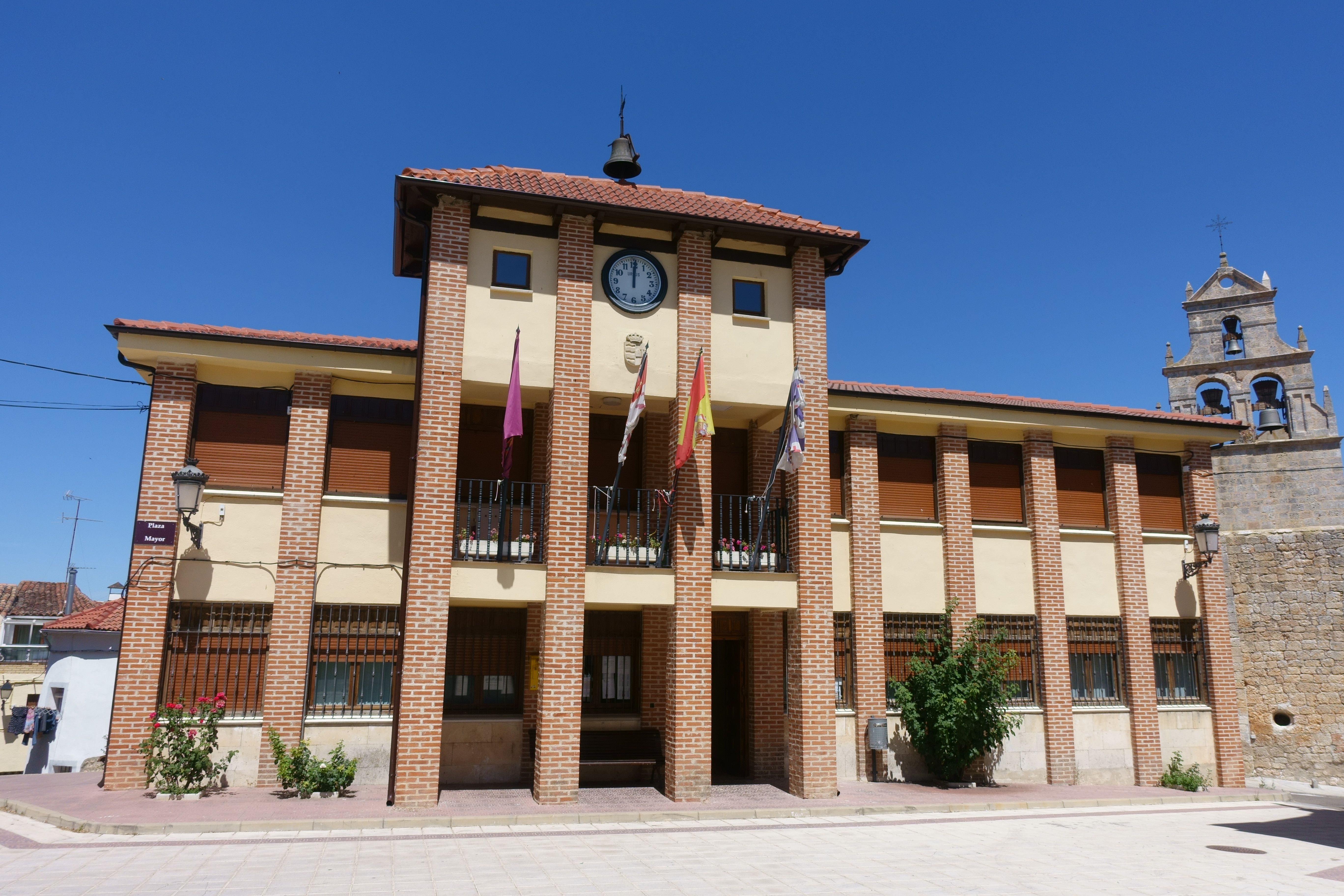
Rathaus

- Martinskirche
- Marienkapelle
- Rathaus